# تاتارك
تاتارك (بالبولندية: Tatarak) هو فيلم دراما، وفيلم مقتبس من عمل أدبي ‏ أُصدر في 2009. الفيلم من إخراج أندريه فايدا، أما السيناريو فكان من كتابة أندريه فايدا، وكريستينا جاندا، وJarosław Iwaszkiewicz ‏، وساندور ماراي.

## القصة
تدور أحداث الفيلم في بلدة صغيرة في بولندا في أواخر خمسينيات القرن الماضي، حيث تلتقي امرأة عجوز متزوجة من طبيب مدمن على العمل بشاب يعيد إليها شبابها. في إطار هذه القصة، تناقش الممثلة الرئيسية كريستينا جاندا وفاة زوجها بالسرطان.

## طاقم التمثيل
- كريستينا جاندا
- Krzysztof Skonieczny  [لغات أخرى]‏
- Mateusz Kościukiewicz [الإنجليزية]‏
- أندريه فايدا
- Marcin Korcz [الإنجليزية]‏
- Maciej Kowalik ‏
- روما غاسيرواسكا [الإنجليزية]‏
- جادويغا يانكوفسكا-تشيسلاك [الإنجليزية]‏
- باول زادجا  [لغات أخرى]‏
- يوليا بيتروخا
- Jakub Mazurek  [لغات أخرى]‏
- يان إنجليرت
- Marcin Starzecki  [لغات أخرى]‏

## وصلات خارجية
- تاتارك على موقع IMDb (الإنجليزية)
- تاتارك على موقع نتفليكس (الإنجليزية)
- تاتارك على موقع ألو سيني (الفرنسية)
- تاتارك على موقع Turner Classic Movies (الإنجليزية)
- تاتارك على موقع أول موفي (الإنجليزية)
- تاتارك على موقع فيلمافينيتي (الإسبانية)
- تاتارك على موقع قاعدة بيانات الفيلم (الإنجليزية)
- تاتارك على موقع ليتربوكسد (الإنجليزية)
- تاتارك على موقع كينوبويسك (الروسية)